# Souhvězdí šílenců
Souhvězdí šílenců je devatenáctým studiovým albem české rockové skupiny Olympic. Jedná se o první díl trilogie Souhvězdí. Album vyšlo v roce 2013 u vydavatelství Supraphon.

## Seznam skladeb
Hudbu složil Petr Janda. Texty napsali Petr Janda, Aleš Brichta; Miroslav Černý; Eduard Krečmar a Karel Šíp.
| Pořadí | Název                       | Délka |
| ------ | --------------------------- | ----- |
| 1.     | Divná                       | 3:15  |
| 2.     | Já nejsem zlej              | 3:35  |
| 3.     | Jen tak si jdu              | 3:35  |
| 4.     | Prej mě má ráda             | 3:02  |
| 5.     | Pane můj (Rocková modlitba) | 3:29  |
| 6.     | Santa Maria                 | 4:19  |
| 7.     | Tebe se nemusím bát         | 3:04  |
| 8.     | Vzpomínky založím           | 3:39  |
| 9.     | Prší                        | 4:00  |
| 10.    | Bujný noci                  | 3:36  |
| 11.    | Souhvězdí šílenců           | 3:31  |
| 12.    | Prázdnej dům                | 3:37  |

## Obsazení
- Petr Janda – kytara , zpěv
- Milan Broum – basová kytara, zpěv
- Jiří Valenta – klávesy
- Martin Vajgl – bicí, zpěv